# Mamljut
Mamljut (kasachisch Мамлют, russisch Мамлютка Mamljutka) ist eine Stadt in Kasachstan. Der Ort mit 6781 Einwohnern (Stand 1. Januar 2025) ist das Verwaltungszentrum des Audan Mamljut in Nordkasachstan.

## Geografie
Mamljut liegt im Norden Kasachstans im Gebiet Nordkasachstan rund 20 Kilometer von der russischen Grenze entfernt. Der Ort liegt rund 40 Kilometer westlich von Petropawl, rund 190 Kilometer nördlich von Kökschetau und gut 210 Kilometer östlich von Kurgan. Die Umgebung der Stadt ist geprägt durch zahlreiche Seen.

## Geschichte
Der Ort wurde 1786 durch den tatarischen Bauern Mawljut Walgusin aus der Region Tjumen gegründet. Dieser ließ sich hier nieder, da Großgrundbesitzer in Russland zunehmend die kleinen landwirtschaftlichen Betriebe verdrängten. Bis 1905 war der Ort auf rund 200 Menschen angewachsen. Ende des 19. Jahrhunderts wurde Mamljut an das Eisenbahnnetz der Westsibirischen Eisenbahn (Tscheljabinsk–Omsk) angeschlossen.
1969 wurden dem Ort die Stadtrechte verliehen.

## Bevölkerung
Bei der Volkszählung 1999 hatte Mamljut 9.108 Einwohner. Die Volkszählung 2009 ergab für den Ort eine Einwohnerzahl von 7.478. Bei der letzten Volkszählung 2021 lebten 7.116 Menschen in Mamljut. Die Fortschreibung der Bevölkerungszahl ergab zum 1. Januar 2025 eine Einwohnerzahl von 6.781.
| Einwohnerentwicklung               | Einwohnerentwicklung | Einwohnerentwicklung | Einwohnerentwicklung | Einwohnerentwicklung | Einwohnerentwicklung | Einwohnerentwicklung | Einwohnerentwicklung |
| 1939                               | 1959                 | 1970                 | 1979                 | 1989                 | 1999                 | 2009                 | 2021                 |
| ---------------------------------- | -------------------- | -------------------- | -------------------- | -------------------- | -------------------- | -------------------- | -------------------- |
| 4.634                              | 8.423                | 10.802               | 10.969               | 11.539               | 9.108                | 7.478                | 7.116                |
| Anmerkung: Volkszählungsergebnisse |                      |                      |                      |                      |                      |                      |                      |

## Verkehr
Durch Mamljut verläuft die kasachische Fernstraße A21, die den Ort mit Petropawl und Qostanai verbindet. Die Stadt liegt außerdem an der M51, einem Teilstück der russischen R254, die hier über kasachisches Territorium verläuft und die Stadt mit Kurgan verbindet. In Mamljut gibt es einen Bahnhof, von dem Verbindungen nach Petropawl und ins russische Petuchowo angeboten werden.